# Casaque damier... toque blanche
Casaque damier... toque blanche è un film muto del 1928 diretto da René Jayet.